# 諾基亞Asha 501
Nokia Asha 501是由諾基亞於2013年5月9日在印度發布的低端功能型手機，並在2013年6月24日開售。按照諾基亞的分類，Asha 501 是「全觸屏」手機。設支持雙SIM卡的版本。
手機内置 Nokia Asha Platform 1.0 系統。網絡方面手機有包括藍牙和Wi-Fi等功能，但沒有3G連接，移動網絡需依靠EDGE和GPRS（2.75G）。諾基亞聲稱手機電池能支持最多48天的待機時間和17小時的通話時間。

## 揭幕
2014年5月9日，諾基亞在印度舉行了一場新品發布會，推出諾基亞501手機。同時，諾基亞也在這次發布會上宣布將Asha平台定義為功能型手機平台，在Windows Phone系統之外打造一個屬於自己的新功能型手機手機系統。

## 軟件
- Nokia Asha 501 預裝了諾基亞 Xpress 瀏覽器。
- WhatsApp在2013年11月開始提供[2]。
- Facebook Messenger在2014年3月18日開始提供[3]。

## 圖庫

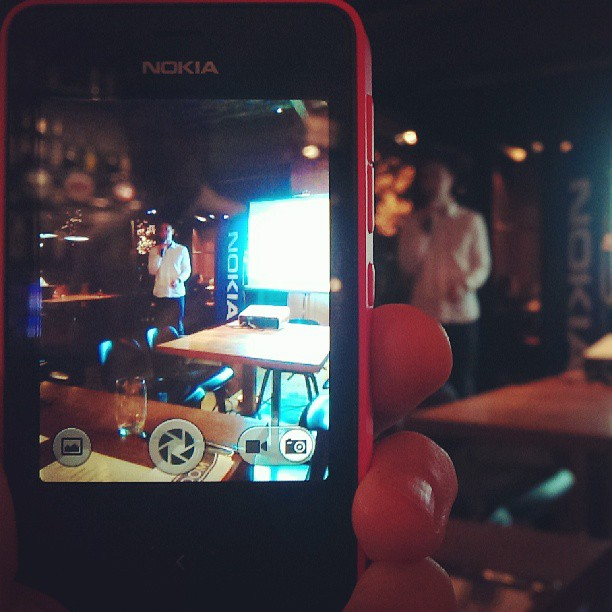
照相機應用

## 外部連結
- Nokia XL官网（页面存档备份，存于）